# Трудолюбива бабуся
«Трудолюбива бабуся» (рос. Трудолюбивая старушка) — радянський анімаційний фільм 1986 року Творчого об'єднання художньої мультиплікації студії Київнаукфільм, режисер — Єфрем Пружанський. Мультфільм озвучено російською і українською мовами.

## Сюжет
За віршем Юнни Моріц. В однієї господині вдома жили онук і багато різних вихованців, але всі вони нічого не робили, тільки лежали, відпочивали і грали, створюючи безлад. Старенька була змушена все робити за них — ледарів, що розважаються в своє задоволення. Але ось сталася подія, яка сильно змінила обстановку і зуміла вселити домочадцям думку про необхідність допомагати турботливій бабусі.

## Над фільмом працювали
- Автор сценарію: Володимир Капустян;

- Кінорежисер: Єфрем Пружанський;
- Художник-постановник: Іван Будз;
- Композитор: Володимир Бистряков;
- Кінооператор: Олександр Мухін;
- Звукооператор: Віктор Щиголь;

- Художники-мультиплікатори: Адольф Педан, Наталя Зурабова, Ніна Чурилова, Н. Устенко, Олена Касавіна;
- Асистенти: Алла Криворотенько, В. Сабліков, І. Дівішек, М. Вальцис, Віра Боженок;

- Монтаж: О. Деряжна;
- Редактор: Наталя Гузєєва;
- Директор знімальної групи: Іван Мазепа.

### Текст читає:
- А. Осинська (українська версія);
- Людмила Томашевська (російська версія).